# Paravauxite
La paravauxite est un minéral rare qui a été nommé en 1922. Son nom est un mot-valise formé par le mélange du mot grec près (παρα, signifiant para) et du mot vauxite en raison de la relation chimique qu'il entretient avec celle-ci. Il est approuvé par l'AIM et décrit pour la première fois en 1959. Il est considéré comme une espèce à part entière.

## Propriétés
La paravauxite est une espèce minéral appartenant au supergroupe de la lauéite et au groupe de la lauéite. Il s'agit du dimorphe triclinique de la métavauxite. Elle présente principalement des cristaux tabulaires épais sur {010} et des cristaux prismatiques courts sur [001], mais de nombreuses formes peuvent être présentées. Ces cristaux forment des agrégats subparallèles à radiaux. Le minéral est incolore à la lumière transmise. Il est principalement composé d'oxygène (60,26 %), mais contient également du phosphore (12,96 %), du fer (11,69 %), de l'aluminium (11,29 %) et de l'hydrogène (3,80 %). Elle ne présente aucune propriété radioactive. La paravauxite a un éclat vitreux, à une exception près sur b(100), où elle est nacrée. Elle se développe en petits cristaux, dont la taille peut atteindre jusqu'à 5 × 2 × 1,5 mm. Les cristaux sont quelque peu aplatis parallèlement à b(100).
Il n'y a qu'un seul cas où la vauxite et la paravauxite sont observées ensemble dans un même spécimen. C'est une petite masse caverneuse de wavellite vert druzy. Elle contient de la vauxite bleue en petits agrégats radiaux et une paravauxite incolore singulière. L'un des agrégats radiaux de vauxite bleue possède ce cristal implanté sur le dessus.

## Formation et occurrences
La paravauxite peut se former dans des pegmatites granitiques complexes et dans des veines hydrothermales à étain. La paravauxite peut aussi être trouvée en association avec la wavellite.
La localité type de la paravauxite est la mine d'étain de Llallagua, en Bolivie. Elle est également présente en Allemagne, au Mexique, aux États-Unis, au Portugal ou encore en Suède.